# An Dae-Hyun
An Dae-Hyun (Chungcheong del Norte, Corea del Sur, 28 de octubre de 1962) es un deportista surcoreano retirado especialista en lucha grecorromana donde llegó a ser medallista de bronce olímpico en Seúl 1988.

## Carrera deportiva
En los Juegos Olímpicos de 1988 celebrados en Seúl ganó la medalla de bronce en lucha grecorromana de pesos de hasta 62 kg, tras el luchador soviético Kamandar Madzhidov (oro) y el búlgaro Zhivko Vangelov (plata).